# Fernand Goyvaerts
Fernand Goyvaerts (Mechelen, 24 oktober 1938 – Brugge, 5 april 2004) was een Belgische voetballer. Hij speelde in België voor onder meer Club Brugge, Cercle Brugge en KSC Lokeren. Hij is ook de enige Belg die ooit voor zowel Real Madrid als FC Barcelona voetbalde. In totaal kwam hij ook 8 keer in actie voor de Belgische nationale ploeg.

## Carrière
Fernand Goyvaerts debuteerde op 16-jarige leeftijd bij Club Brugge, dat toen nog in tweede klasse vertoefde. De jonge Mechelaar viel vooral op door zijn kleine gestalte en uitstekende techniek. De aanvaller groeide in geen tijd tot een vaste waarde bij blauw-zwart, met wie hij in 1959 de promotie naar eerste klasse afdwong. Ook in de hoogste afdeling toonde de toen 21-jarige Goyvaerts zijn talent, hij werd telkens topschutter van het team.
Op 24 september 1961 nam Club Brugge het op tegen co-leider RSC Anderlecht. Paars-wit won met 2-0 na twee goals van rechtsbuiten Jean-Pierre Janssens. Goyvaerts stak het verlies op de slechte tactiek van zijn coach, de Roemeen Norberto Höfling, die op zijn beurt Goyvaerts een gebrek aan inzet verweet. Op training gingen de twee met elkaar in de clinch, wat leidde tot een schorsing voor Goyvaerts. De balgoochelaar stond bekend als een enfant terrible en mocht van het clubbestuur andere oorden opzoeken.
Goyvaerts trok naar het buitenland en vond onderdak bij FC Barcelona, dat 5 miljoen BEF (zo'n €125.000) betaalde voor hem. De 23-jarige Belg werd er een ploegmaat van onder meer Sandor Kocsis en Ramón Villaverde en werkte er samen met trainers Ladislao Kubala en César. In 1962 mocht hij aantreden in de finale van de Jaarbeursstedenbeker. Barcelona verloor in de finale van Valencia. Na verloop van tijd werd Goyvaerts, die in Spanje steevast Fernando genoemd werd, een publiekslieveling in Barcelona. In het seizoen 1964/65 werd hij uitgeroepen tot beste buitenlander in de Primera División.
Nadien stapte de aanvaller over naar aartsrivaal Real Madrid, waar hij een ploegmaat werd van stervoetballers als Ferenc Puskás, Francisco Gento en José Santamaría. Maar in de Spaanse hoofdstad kwam hij door verscheidene blessures niet zo vaak aan spelen toe als in Catalonië. Goyvaerts bracht veel tijd door op de bank en besloot de club na twee seizoenen te verlaten.
Op 7 juli 1967 tekende Goyvaerts bij Elche, de club waar gewezen stervoetballer Alfredo Di Stéfano zijn debuut als trainer maakte. Na teleurstellende resultaten werd Di Stéfano in de loop van het seizoen vervangen door Ferdinand Daučík. In 1968 verhuisde de 30-jarige Goyvaerts naar Frankrijk. Hij sloot zich er aan bij vicekampioen Nice, maar degradeerde al in zijn eerste seizoen. De club wist echter al na een jaar terug te keren naar het hoogste niveau.
In 1971 haalde Cercle Brugge de ex-speler van Club Brugge terug naar België. Goyvaerts slaagde erin om met de voetbalvereniging, die net gepromoveerd was, in eerste klasse te blijven. Na twee seizoenen Cercle voetbalde hij nog even voor KSC Lokeren, maar nadien zette hij een stap terug. Hij kwam nog uit voor KWSC Lauwe en RRC Tournai. Bij Lauwe was hij ook twee jaar trainer. Ook deed hij mee aan de Minivoetbalshow. Na zijn spelerscarrière werd hij voetbalmakelaar en was hij betrokken bij de transfers van Daniel Amokachi, Jean-Pierre Papin, Richard Niederbacher en Włodek Lubański naar België.
Goyvaerts overleed in 2004 ten gevolge van een hersenbloeding.

## Nationale ploeg
Op 1 maart 1959 maakte Fernand Goyvaerts in een vriendschappelijk duel tegen Frankrijk zijn debuut voor de nationale ploeg van België. Het was toenmalig selectieheer Constant Vanden Stock die hem voor het eerst opriep. Een maand later scoorde hij zijn eerste en enige interlandgoal. België nam het op tegen Nederland. De stand werd door Goyvaerts' doelpunt 0-2, maar Oranje kwam uiteindelijk nog tot 2-2 terug. Na zijn vertrek naar Spanje kwam Goyvaerts niet meer in actie voor de nationale ploeg. Hij verzamelde in totaal 8 A-caps.

### Interlands
| No. | Datum      | Wedstrijd               | Uitslag | Basisplaats of invalbeurt        | Soort Wedstrijd   |
| --- | ---------- | ----------------------- | ------- | -------------------------------- | ----------------- |
| 1.  | 01-03-1959 | Frankrijk - België      | 2-2     | Basisplaats 90'                  | Vriendschappelijk |
| 2.  | 19-04-1959 | Nederland - België      | 2-2     | Basisplaats 90', doelpunt na 63' | Vriendschappelijk |
| 3.  | 24-05-1959 | België - Oostenrijk     | 0-2     | Basisplaats 90'                  | Vriendschappelijk |
| 4.  | 04-10-1959 | Nederland - België      | 9-1     | Basisplaats 90'                  | Vriendschappelijk |
| 5.  | 08-03-1961 | West-Duitsland - België | 1-0     | Basisplaats 90'                  | Vriendschappelijk |
| 6.  | 15-03-1961 | Frankrijk - België      | 1-1     | Basisplaats 90'                  | Vriendschappelijk |
| 7.  | 22-03-1961 | Nederland - België      | 6-2     | Basisplaats 90'                  | Vriendschappelijk |
| 8.  | 20-05-1961 | Zwitserland - België    | 2-1     | Basisplaats 90'                  | WK-kwalificatie   |